# Tehnički plinovi
Tehnički plinovi su tvari koje su pri standardnim uvjetima u plinovitom stanju, a proizvodi ih kemijska industrija, imaju određenu svrhu i poznatu čistoću, što ih zajedno definira kemikalijama.
Imaju široku primjeru u industriji, znanosti, tehnici, prometu, medicini i svakodnevnom životu. Ove kemikalije se potrošačima, ovisno o veličini njihovih potreba, dostavljaju u tlačnim bocama ili tlačnim cjevovodima, a u slučaju najvećih potreba, proizvođač ih proizvodi na mjestu potrošača.
Trgovanje tehničkim plinovima razvijeno je do lokalne, maloprodajne razine, koja uključuje prodaju plinova u tlačnim bocama i opreme za njihovo korištenje. Uobičajeni primjeri prodaje su prodaja gorivog plina za zagrijavanje i pokretanje, plinovitih lijekova, plinova za plinsko zavarivanje, plina za gaziranje i potiskivanje pića iz spremnika, plina za leteće balone ili potisnog plina za proizvodnju kozmetike i prehrambenih proizvoda.

## Povijest uporabe
Rano korištenje plina, isključujući vanjsko disanje organizma koje je fiziološka funkcija, moralo je biti vezano za svjesnu promjenu temperature tijela: mahanjem udova radi hlađenja te hukanjem zraka u pothlađene dijelove rasi zagrijavanja, što su funkcije koju osim čovjeka poznaju i druge životinje. Pojavila se davno prije razvitka Homo sapiensa i nevezana je za svijest o postojanju plina kao tvari, stoga nije vrsta tehnologije.
Prvo svjesno, namjensko, dakle tehnološko korištenje neraskidivo je povezano s prapovijesnim otkrićem vatre kada je čovjek otkrio da se ona može pojačati puhanjem ili mahanjem zraka. Čovjek je vjerojatno otkrio da se vatra raspiruje zrakom prije nego kako je zapaliti jer je vatru upoznao kroz šumske požare. Uslijedilo je korištenje plinovitih produkata gorenja za dimljenje hrane te vodene pare za kuhanje hrane.
U razdoblju povijesti došlo je do otkrića fermentacije i iskorištavanja ugljikova dioksida za obogaćivanje organoleptičkih svojstava alkoholnih pića o čemu postoje najraniji dokazi iz 7000.-6600. godine pr. Kr. u naselju Jiahu u Kini.
Prvo korištenje prirodnog plina zabilježeno je oko 500. godine pr. Kr. kada su ljudi otkrili da se cjevovodima zabrtvljenog bambusa plin može prenositi od mjesta iz kojeg izlazi iz Zemljine površine do mjesta gdje bi ga zapalili i grijali posude. 
Stari Rimljani koristili su sumporov dioksid prilikom proizvodnje vina izradom i paljemjem sumpornih svojeća u praznim spremnicima da bi produljili trajnost pića.
Znanstvena metoda i razvoj kemije omogućili su razumijevanje prirode plinova čime se njihovo tehnološko korištenje krenulo razvijati eksponencijskom stopom.
Velik broj plinova otkriven je, izdvojen, sintetiziran ili izoliran tijekom industrijske revolucije u laboratorijima poznatih znanstvenika: ugljikov dioksid (1754.), vodik (1766.), dušik (1772.), didušikov monoksid (1772.), kisik (1773.), amonijak (1774.), klor (1774.), metan (1776.), sumporovodik (1777.), ugljikov monoksid (1800.), klorovodik (1810.), etin (acetilen) (1836.), helij (1868.), fluor (1886.), argon (1894.), kripton (1898.), neon (1898.), ksenon (1898.), radon (1899.).
U 19. stoljeću tehnički plinovi su se već naveliko koristili za proizvodnju hrane, hlađenje, liječenje, zagrijavanje i osvjetljavanje. Gazirana voda prvi se put proizvela 1772. godine, a 1783. ušla je u tržišnu upotrebu. Klor se 1785. počeo koristiti kao izbjeljivač tekstila. Didušikov monoksid se 1844. počeo koristiti kao dentalni anestetik.
U to doba tehnički plinovi proizvodili su se kemijskim reakcijama na mjestu potrošnje. Jedan od najpoznatijih uređaja za dobivanje plinova reakcijom krutih i tekućih tvari bio je Kippov aparat iz 1844. godine kojim se moglo proizvesti vodik, sumporovodik, klor, acetilen i ugljikov dioksid.
Tržišna proizvodnja acetilena počela je 1893. godine, a različiti oblici acetilenskih razvijača su se od 1898. koristili za kuhanje i osvjetljavanje (karbidna svjetiljka). Istodobno, za gradsko osvjetljavanje koristio se i rasvjetni (gradski) plin dobiven u plinarama suhom destilacijom drveta i koksarama suhom destilacijom kamenog ugljena. Kasnije je ulogu osvjetljavanja preuzela električna struja, prvo istosmjerna pa izmjenična, a ukapljeni naftni plin je preuzeo dominantnu ulogu u kuhanju.
Industrijalizacija i komercijalizacija tehničkih plinova dovela je do novih izuma uređaja i proizvodnih postupaka koji su ove kemikalije mogli osigurati u velikim količinama. 1869. godine počela se koristiti elektroliza vode za proizvodnju vodika, a 1888. za proizvodnju kisika.
Godine 1884. izumljen je Brinov postupak za proizvodnju kisika, a kloralkalni postupak 1892. za proizvodnju klora.
Godine 1908. razvijen je Haber-Boschov postupak proizvodnje amonijaka.
Razvitak industrije tehničkih plinova pratio je i razvitak tehničkih rješenja hlađenja i ukapljivanja. Ugljikov dioksid prvi je put ukapljen 1823. godine.
Godine 1834. izumljen je postupak hlađenja pomoću tlačenja para dietil-etera, 1873. pomoću amonijaka, a 1876. pomoću sumporovog dioksida.
Kisik i dušik prvi su put ukapljeni 1883. godine. Nakon znatnih napora, uspjelo se ukapljiti i vodik 1898. te zadnji helij 1908. Te dvije tvari bile su zadnji „permanentni plinovi” zbog krivog shvaćanja da se ne mogu ukapljiti, a skraćenica plin se u posebnom kontekstu koristi i danas u okviru planetologije za vodik i helij u svemiru, nevezano za njihovo agregatno stanje.
Ukapljeni naftni plin prvi je put proizveden 1910. godine.
Patent za proizvodnju ukapljenog prirodnog plina podnesen je 1914., a njegova prva komercijalna proizvodnja počela je 1917. godine. Godine 1880. proizvedene su prve tlačne boce, uglavnom za pohranu ugljikovog dioksida za gaziranje i potiskivanja pića iz njihovih spremnika. Godine 1895. razvijen je Hampson-Lindeov postupak ukapljivanja velikih količina zraka što je dovelo do skoka u proizvodnji dušika i kisika. Godine 1896. otkrivena je vrlo visoka topljivost acetilena u acetonu zbog čega se razvila sigurna metoda njegove pohrane. Snažan faktor tog razvoja bila je primjena acetilena i kisika za plinsko zavarivanje i rezanje čelika.

## Tehnološki postupci proizvodnje
Dva najznačajnija tehnološka pogona za proizvodnju tehničkih plinova su oni za razlaganje zraka i za parno reformiranje fosilnih goriva.
Neposredni proizvodi pogona za razlaganje zraka su njegovi dominantni sastojci u ukapljenom obliku: dušik, kisik i argon. Proces se postiže iskorištavanjem Joule-Thomsonovog efekta i uključuje destilaciju tekućeg zraka. Ostali vrijedni proizvodi su neon, kripton i ksenon, plemeniti plinovi koji se u zraku nalaze u vrlo malim koncentracijama.
Vodik se gotovo u potpunosti proizvodi parnim reformiranjem prirodnog plina. Takav vodik je izvor energije vrlo visokog ugljičnog otiska. Danas se vrlo male količine vodika proizvode elektrolizom vode. Takav vodik nije izvor nego skladište energije, a njegov ugljični otisak primarno ovisi o izvoru energije za elektrolizu.
Helij se ne proizvodi nego ekstrahira iz prirodnog plina u kojem je otopljen uslijed nagomilavanja tijekom eona raspada uranija i torija u Zemljinoj unutrašnjosti.
Neki tehnički plinovi su nusprodukti ostalih kemijskih industrija. Značajan primjer je proizvodnja ugljikovog dioksida, kojeg u zraku ima u većim količinama nego većine plemenitih plinova, ali se ekonomski isplativo proizvodi u ogromnim količinama kao nusprodukt parnog reformiranja fosilnih goriva.
Najveći broj tehničkih plinova proizvodi se:
- kemijskom sintezom (klorovodik, amonijak, acetilen/etin, dušikov monoksid, dušikov dioksid, didušikov monoksid, sumporov dioksid, fluorovodik, sumporov heksafluorid, sumporovodik, silicijev tetrafluorid, fosfin, ozon, itd.)
- kemijskom izolacijom iz spojeva (klor, fluor)
- fizikalnom i kemijskom obradom nafte i prirodnog plina (metan, etan, propan, butan).

## Distribucija
Postoji nekoliko mogućnosti distribucije tehničkih plinova:
- proizvodnjom na mjestu potrošnje
- tlačnim cjevovodima
- cestovnim, željezničkim ili pomorskim prometom u velikim spremnicima
- u zasebnim tlačnim bocama

Većina najbitnijih tehničkih plinova (zrak, dušik, kisik, argon, vodik, helij) su tvari kojima je kritična temperatura puno niža od sobne temperature, stoga se pohranjuju i distribuiraju kao plinovite tvari pod vrlo visokim tlakom, danas uobičajeno stlačeni na 200 bara. Ukoliko se ohlade ispod svojih kritičnih temperatura, što je u domeni kriogene tehnike, kondenziraju i mogu se distribuirati na normalnom tlaku u vakuumski izoliranim Dewarovim posudama. Najznačajniji kriogeni proizvodi su tekući dušik, tekući kisik, tekući vodik i tekući helij.
Nekim je tehničkim plinovima (amonijak, ugljikov dioksid, klor, propan, butan, sumporov dioksid, didušikov monoksid) kritična temperatura iznad sobne, stoga se u standardnim uvjetima nalaze u obliku pare, odnosno porastom tlaka i bez promjene temperature mogu se pretvoriti u tekućinu. Distribuiraju se u niskotlačnim bocama.
Iz razloga što na normalnom tlaku nema tekuću fazu, ugljikov dioksid se može proizvesti i kao čvrsta tvar, tzv. suhi led. Prevozi se toplinski izoliran polistirenom, u ciglama ili zrnast.
Distribucija acetilena (etina) nije moguća jednostavnim stlačivanjem jer je jedini tehnički plin koji već na blago povišenim tlakovima egzotermno reagira sam sa sobom i izaziva lančanu reakciju koja završava eksplozijom. Ako se ne proizvodi na mjestu potrošnje u acetilenskim razvijačima odakle struji prema trošilu na tlakovima malo iznad atmosferskog, sprema se u niskotlačne boce potpuno ispunjene poroznom tvari (agamassan) natopljenom acetonom u kojem ima visoku topljivost.

## Standardi označavanja tlačnih boca
Unatoč pokušajima standardizacije u svrhu smanjenja broja vezanih industrijskih nesreća i bolničkih pogrešaka, u svijetu ne postoji relevantni univerzalni standard. Koristi se nekoliko sustava. U Europskoj uniji koristi se EN 1089-3. Iznimno, ovaj standard ne pokriva spremnike ukapljenog naftnog plina ("propan-butan").
Sjedinjene Američke Države su rijedak primjer potpunog nedostatka zakonski obveznog označavanja spremnika tehničkih plinova i općenito korištenog standarda.